# Jim DeMint
James Warren DeMint (* 2. září 1951, Greenville, Jižní Karolína, USA) je americký politik. V letech 2005 až 2013 byl senátorem USA za stát Jižní Karolínu a předtím v letech 1999 až 2005 působil za Jižní Karolínu ve Sněmovně reprezentantů.
Jim DeMint je členem Republikánské strany a v jejím rámci patří mezi hodnotově konzervativní a ekonomicky pravicové politiky. V republikánských senátních primárkách v roce 2004 porazil bývalého guvernéra Davida Beasleyho, známého svým odstraněním vlajky Konfederace z jihokarolínského Capitolu, v samotných volbách pak demokratickou kandidátku Inez Tenenbaum. Ve volbách v roce 2010 svůj mandát úspěšně obhájil. Jeho demokratickým protikandidátem byl Alvin Greene. 1. ledna 2013 na funkci senátora rezignoval a stal se předsedou konzervativního think tanku The Heritage Foundation.